# 영주 (중국)
영주(營州)는 중국에 있던 주(州)의 하나이다.

## 주나라 이전
상고 시대 중국 구주의 하나이다. 구체적인 지역에 대해서 《이아(爾雅)》에서는 〈제(齊)〉라고 하여, 현재의 산동 지역에 해당하는 것으로 보인다. 한편, 《서경》의 정현 주(註)에서는 "청주에서 바다 건너 지역을 제나라에서 분할하여 영주로 했다"고 하여, 산동 반도에서 발해를 건너 있는 요동 반도 즉 현재의 요녕성에 해당하는 지역으로 하고있다.

## 한나라
후한 말의 요동에서 군벌인 공손씨가 할거하면서 발해를 건너 산동 반도의 일부도 판도에 넣어 영주 자사(刺史)를 두었다. 그러나 후한이 파견한 장군인 장료에 의해 영주가 파괴되었다. 중국 역사학자인 도원진(陶元珍)은 이때 장료에 의하여 피살되었다고 하는 유의(柳毅)가 영주 자사이었을 것으로 추정하고있다.

## 위진 남북조 시대
남북조 시대에 북위가 북연을 멸망시키면서, 444년 (태평진군 5년), 북연의 영토에 영주를설치하고, 주치(州治)를 용성 현(龍城縣)으로 하였다.

## 수나라
수나라가 성립하면서 처음에는 아래에 1 군 1 현을 설치했다. 607년(대업 3년), 주 제도를 폐지함에 따라 영주는 유성군(柳城郡)으로 개칭되고, 아래에 1 개 현을 관할하였다. 수나라 시대의 행정 구분에 관해서는 아래 표를 참조.
| 수나라 시대의 행정 구역 변천 | 수나라 시대의 행정 구역 변천 | 수나라 시대의 행정 구역 변천 | 수나라 시대의 행정 구역 변천 |
| 구분                         | 개황 원년                    | 구분                         | 대업 3년                     |
| ---------------------------- | ---------------------------- | ---------------------------- | ---------------------------- |
| 주                           | 영주                         | 군                           | 유성(柳城)군                 |
| 군                           | 건덕 군                      | 현                           | 유성 현                      |
| 현                           | 용성 현                      | 현                           | 유성 현                      |

## 당나라 이후
당나라 시대에도 영주는 군(柳城郡) 수준의 지방 행정 구역으로 존속하고, 북부 변방을 방비하기 위한 요지로 도독부가 설치되어 719년(개원 7년)에는 평로(平盧)절도사가 설치되었다. 북방 민족과 접하고 있었기 때문에 군사적 대립의 장이 되어, 거란과 해(奚)족에 의한 점령과 탈환을 반복했는데, 761년(상원 2년)에 해족에게 점령 된 후 탈환할 수 없어 영주는 현재의 창리 현 주변으로 축소되었다. 그후 오대 십국 시대의 후당의 동광의 때에 거란에 점령되었다. 1142년(황통 2년)에 금나라가 점령하면서 영주는 폐지되었고 관할지역은 평주(平州)에 통합되었다.

## 같이 보기
- 구주 (중국)